# Вовча зграя

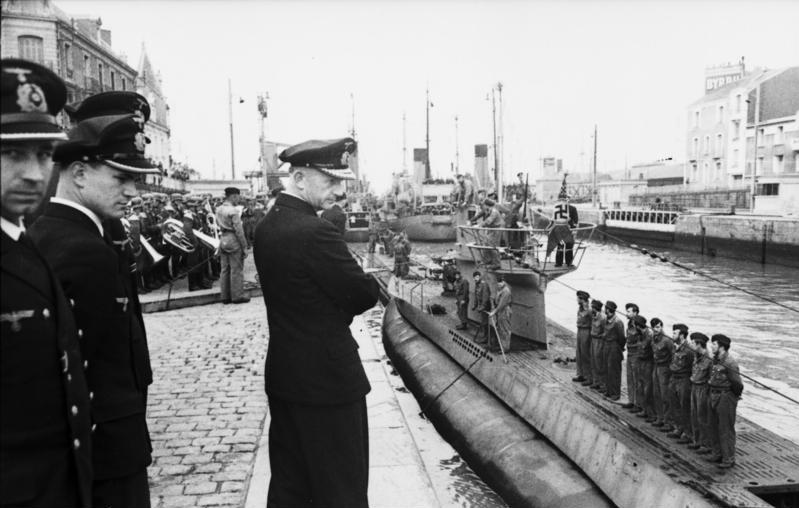
Карл Деніц, розробник тактики «Вовчої зграї»

«Вовча зграя» (нім. Wolfsrudeltaktik, англ. Wolfpack) — тактика, використовуючи позиційну та чисельну перевагу, масованої атаки підводними човнами кораблів супротивника. Застосовувалася ВМС Третього Рейху і США під час Другої світової війни.
Розроблена грос-адміралом Карлом Деніцем. Метою застосування тактики «Вовчої зграї» є одночасна атака конвою максимально можливою кількістю підводних човнів. У повоєнний час необхідність в такій тактиці відпала — більш досконале озброєння та технічне оснащення підводних човнів дозволяло їм виконувати бойові завдання самостійно, не формуючи групи.